# L'Amphithéâtre
Pour plus de détails, voir Fiche technique et Distribution.
L'Amphithéâtre (El reñidero) est un film argentin réalisé par René Múgica, sorti en 1965.

## Fiche technique
- Titre : L'Amphithéâtre
- Titre original : El reñidero
- Réalisation : René Múgica
- Scénario : Sergio De Cecco, René Múgica et Martín Rodríguez Mentasti
- Musique : Adolfo Morpurgo
- Photographie : Ricardo Aronovitch
- Montage : Gerardo Rinaldi et Antonio Ripoll
- Production : Martín Rodràguez Mentasti et Carlos Stevani
- Pays :  Argentine
- Genre : Drame
- Durée : 73 minutes
- Dates de sortie : 
  -  Argentine : 13 mai 1965

## Distribution
- Alfredo Alcón
- Fina Basser
- Rafael Chumbito
- Milagros de la Vega
- Francisco de Paula
- Rafael Diserio
- Zelmar Gueñol
- Lautaro Murúa
- Haydée Padilla
- Lola Palombo
- Francisco Petrone
- Carlos Daniel Reyes
- Jorge Salcedo
- Myriam de Urquijo

## Distinctions
Le film a été présenté en sélection officielle en compétition au Festival de Cannes 1965.